# 有田英也
有田 英也（ありた ひでや、1958年 - ）は、日本のフランス文学者、成城大学教授。20世紀フランス文学、特にナショナリズム文学が専門。

## 経歴
出生から修学期
1958年、山口県で生まれた。東京大学文学部仏文科で学び、1981年に卒業。同大学大学院に進み、1990年4月に博士課程を単位取得満期退学。パリ第4大学に留学して博士号を取得した。
フランス文学研究者として
その後、東京大学文学部助手に採用された。1991年、成城大学文芸学部専任講師に就いた。1994年に助教授、2001年に教授昇格。

## 受賞・栄典
- 2011年：『慈しみの女神たち』で日本翻訳出版文化賞を受賞[2]。

## 著作
著書
- 『ふたつのナショナリズム：ユダヤ系フランス人の「近代」』みすず書房 2000
- 『政治的ロマン主義の運命：ドリュ・ラ・ロシェルとフランス・ファシズム』名古屋大学出版会 2003

共編
- 『セリーヌを読む』富山太佳夫との共編、国書刊行会 1998

訳書
- 『わが懐かしき街』ピエール・シャンピオン著、図書出版社(Bibliophile series) 1992
- 『書簡から見るサティ』オルネラ・ヴォルタ（英語版）編・著、田村安佐子と共訳，中央公論社 1993
- 『日記 1939-1945』ドリュウ・ラ・ロシェル著、メタローグ 1994
- 『ドリュ・ラ・ロシェル』ベルナール・フランク著、水声社 1997
- 『アルベール・カミュ：ある一生』オリヴィエ・トッド（フランス語版）著、稲田晴年との共訳、毎日新聞社 2001
- 『慈しみの女神たち』ジョナサン・リテル著、菅野昭正・星埜守之・篠田勝英と共訳，集英社 2011
- 『エトワール広場』パトリック・モディアノ著、作品社 2015

## 参考
- 教員紹介(成城大学HP)
- J-GLOBAL研究者情報